# 大石慎之介
大石 慎之介（おおいし しんのすけ、1987年〈昭和62年〉12月15日 - ）は、日本の元バスケットボール選手、バスケットボール指導者。静岡県沼津市大岡出身。ポジションはポイントガード。 B.LEAGUEのベルテックス静岡でアシスタントコーチを務めている。

## 来歴・人物
沼津市立大岡中学校で主将を務め、全中ベスト16。飛龍高校でも1年次からスタメンに名を連ね、インターハイ3年連続出場、ウインターカップも2・3年で出場した。
大学は浜松大学（現常葉大学）に進学。1年で東海リーグ初優勝、新人王獲得、4年時にはMVP、アシスト王、スティール王、DF王を獲得。在学4連覇。さらに西日本大会初優勝、オールジャパン出場を果たす。
オールジャパン終了後、bjリーグの仙台89ERSとアーリーチャレンジ契約を結んだ。オフのbjリーグ育成ドラフトで宮崎シャイニングサンズより指名され、選手契約。2012年、浜松・東三河フェニックス（現在の三遠ネオフェニックス）に移籍。2018年、シーズン終了後、契約満了に伴い、三遠を退団。静岡市を本拠地にBリーグ参入を目指すベルテックス静岡に入団した。2023年6月30日に現役引退と静岡のアシスタントコーチに就任したことが発表された。
2024年4月7日に現役時代の背番号「1」が静岡の永久欠番に制定された。

## 経歴
- 沼津市立大岡中学校 - 飛龍高校 - 浜松大学 - 仙台89ERS（アーリーチャレンジ） - 宮崎シャイニングサンズ - 浜松・東三河フェニックス - 三遠ネオフェニックス - ベルテックス静岡

## 成績
| シーズン | チーム | GP | GS | MPG  | FG%  | 3P%  | FT%  | RPG | APG | SPG | BPG | TO  | PPG |
| -------- | ------ | -- | -- | ---- | ---- | ---- | ---- | --- | --- | --- | --- | --- | --- |
| bj 09-10 | 仙台   | 15 | 1  | 8.4  | 41.0 | 27.8 | 73.3 | 0.3 | 0.9 | 0.5 | 0.0 | 1.1 | 3.2 |
| bj 10-11 | 宮崎   | 48 | 2  | 12.4 | 37.5 | 36.6 | 74.0 | 1.0 | 1.5 | 0.3 | 0.0 | 0.8 | 4.5 |
| bj 11-12 | 宮崎   | 49 | 34 | 16.7 | 35.0 | 34.4 | 75.0 | 1.4 | 1.3 | 0.8 | 0.0 | 1.1 | 5.1 |
| bj 12-13 | 浜松   | 52 | 41 | 20.5 | 37.8 | 32.4 | 78.4 | 1.8 | 1.8 | 0.6 | 0.0 | 1.1 | 6.4 |
| bj 13-14 | 浜松   | 52 | 30 | 19.8 | 37.9 | 33.6 | 68.8 | 1.3 | 1.9 | 0.7 | 0.1 | 1.2 | 5.1 |
| bj 14-15 | 浜松   | 48 | 38 | 18.8 | 39.8 | 33.3 | 75.6 | 1.3 | 1.5 | 0.6 | 0.0 | 0.9 | 6.2 |
| bj 15-16 | 浜松   | 52 | 36 | 19.6 | 34.2 | 30.4 | 76.5 | 1.3 | 1.8 | 0.5 | 0.1 | 1.3 | 5.3 |
| B1 16-17 | 三遠   | 60 | 11 | 14.6 | 34.5 | 32.2 | 77.4 | 1.2 | 1.0 | 0.3 | 0.1 | 0.9 | 3.7 |